# Válvula pneumática
A válvula pode operar com pressões inferiores ou vácuo, com o suprimento externo do piloto (acionamento).
Na prática a pressão de pilotagem deve ser igual ou superior à pressão de alimentação, porém nunca inferior a 1,4 bar nas válvulas de duas posições (2,1 bar para 3 posições) ou superior a 10 bar para ambos os tipos de válvulas.
Pode ser utilizada para aplicações leves, pesadas e exigentes.
Estes motores básicos podem ser combinados com engrenagens planetárias, dentadas ou sem fim para ganhar em regime de revolução e momento torsor desejado.
Pode ser utilizado para acionamento de cilindro ou de outra válvula.
Estas Válvulas podem ter o acionamento por:
- Muscular
- Mecânico
- servo-piloto
- Eletro-imã (bobina solenoide).